# Sisyphomyia pygmaea
Sisyphomyia pygmaea är en tvåvingeart som beskrevs av Townsend 1927. Sisyphomyia pygmaea ingår i släktet Sisyphomyia och familjen parasitflugor. Inga underarter finns listade i Catalogue of Life.